# Antonio Giggei
Antonio Giggei (... – Milano, 1632) è stato un letterato e prete, presumibilmente lombardo. Dottore in teologia, era un orientalista ed esperto in arabo, persiano ed ebraico.

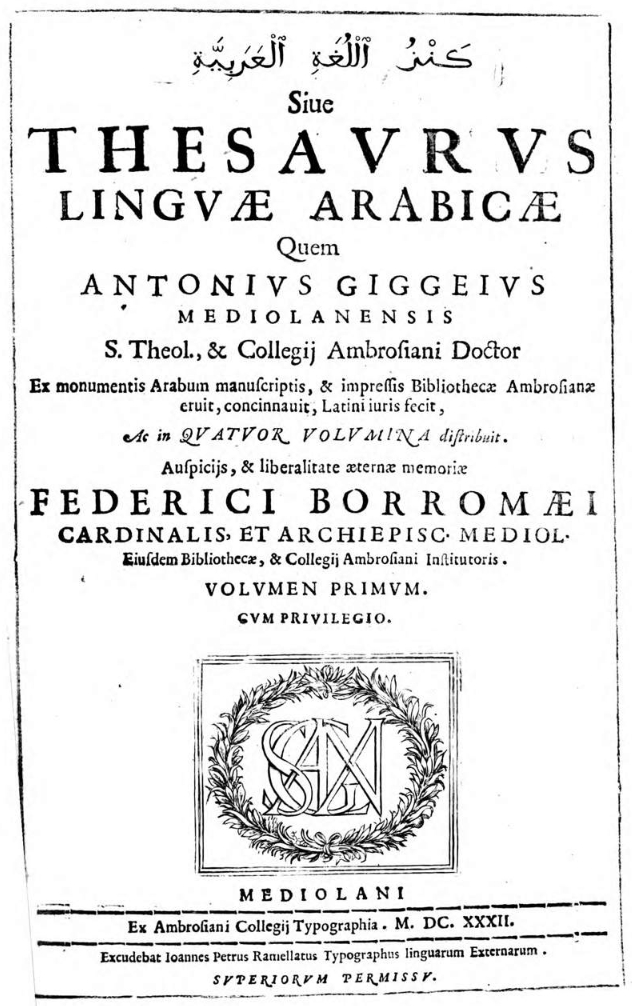
Antonio Giggei, Thesaurus Arabicae, 1632

Era addetto alla Biblioteca Ambrosiana e godeva della stima del cardinale Federico Borromeo. Urbano VIII lo chiamò alla Biblioteca apostolica vaticana, ma Giggei morì a Milano nel 1632, poco prima di partire per Roma. Lo stesso era uscita la sua grande opera Thesaurus linguae arabicae (Milano 1632, voll. 4 in-fol.), che è la traduzione del famoso dizionario al-Qāmūs di Fairuzabadi, del quale conserva il disordine nella disposizione delle voci entro ciascuna radice, mentre le radici sono ordinate secondo l'uso europeo. Alla sua diffusione nocquero la mole e le numerose imperfezioni. Lasciò inedito un grande dizionario persiano-latino.